# Mohsen Labidi
Mohsen Labidi (15 gennaio 1954) è un ex calciatore tunisino, di ruolo difensore.